# دومينيك نج
دومينيك نج (بالإنجليزية: Dominic Ng)‏ هو مصرفي أمريكي، ولد في 1959 في هونغ كونغ في الصين.

## وصلات خارجية
- دومينيك نج على موقع إن إن دي بي (الإنجليزية)